# Права романса
Права романса је амерички филм режисера Тонија Скота, у коме главне улоге играју: Кристијан Слејтер и Патриша Аркет.

## Радња
Kларенс на свој рођендан у мрачној биоскопској дворани упознаје Алабаму, проститутку коју му је платио његов шеф и заљубљује се у њу. Недуго затом њих двоје се венчавају, а Kларенс убија њеног макроа и бежи са актовком препуном хероина. Бело злато Kларенс ће покушати да препрода у Kалифорнији док су му за вратом бивши партнери Алабаминог макроа који желе да дођу до своје дроге.

## Улоге
| Глумац            | Улога           |
| ----------------- | --------------- |
| Кристијан Слејтер | Кларенс Ворли   |
| Патриша Аркет     | Алабама Витман  |
| Денис Хопер       | Клифорд Ворли   |
| Вал Килмер        | Елвис, ментор   |
| Гари Олдман       | Дрекс Спиви     |
| Бред Пит          | Флојд           |
| Кристофер Вокен   | Винчензо Кокоти |
| Бронсон Пиншо     | Елиот Блицер    |
| Мајкл Рапапорт    | Дик Ричи        |
| Самјуел Л. Џексон | Биг Дон         |
| Сол Рубинек       | Ли Доновиц      |
| Кончата Ферел     | Мери Луиз       |
| Џејмс Гандолфини  | Вирџил          |
| Ана Томсон        | Луси            |
| Виктор Арго       | Лени            |
| Кевин Кориган     | Марвин          |
| Пол Бејтс         | Марти           |
| Крис Пен          | Ники Дајмс      |
| Том Сајзмор       | Коди Николсон   |
| Пол Бен-Виктор    | Лука            |
| Ерик Алан Крејмер | Борис           |